# Lakelands
Lakelands ist ein Filmdrama von Robert Higgins und Patrick McGivney. Der Film erzählt die Geschichte eines Gaelic-Football-Spielers, der nach einem nächtlichen Angriff mit den gesundheitlichen Folgen zu kämpfen hat und seine sportliche Karriere beenden muss. Lakelands feierte im Juli 2022 beim Galway Film Fleadh seine Premiere.

## Handlung
Cian ist der Kapitän des Gaelic-Football-Teams im irischen Granard und der beste Spieler seiner Mannschaft. Für ihn ist Fußball mehr als nur ein Spiel. Cian will etwas aus seinem Talent machen und träumt von einer Profikarriere. Noch sieht sein Leben in der abgelegenen ländlichen Gegend jedoch anders aus. Er muss täglich auf der Milchfarm der Familie arbeiten und dabei die schlechte Laune seines Vaters ertragen. Um irgendwohin zu gelangen, wo mehr los ist, muss er eine Stunde mit dem Bus fahren.
Als er eines Abends in das 38 Meilen entfernte Cavan fährt, wird Cian in einem Club in einen Streit verwickelt und später in einer Gasse zusammengeschlagen. Cian glaubt, nach der medizinischen Versorgung seiner Prellungen und etwas Ruhe sei er in ein paar Tagen wieder auf den Beinen und könne auf den Platz zurückkehren. Doch etwas stimmt nicht mit ihm. Er bekommt ständig Kopfschmerzen und Schwindel und leidet unter Übelkeit. 
Als seine ehemalige Schulfreundin Grace, die Krankenschwester ist, für einen längeren Besuch wieder in die Stadt kommt, vermutet sie, dass er sich bei dem Angriff auf ihn, bei dem er einen Schlag gegen den Kopf erhielt, eine Gehirnerschütterung zugezogen haben könnte. Die Ärzte bestätigen dies, machen Cian aber Hoffnung, in ein paar Tagen werde es ihm wahrscheinlich wieder gut gehen. Das ist jedoch nicht der Fall, da die Ärzte das Ausmaß seiner Verletzung unterschätzt haben.

## Produktion

### Regie und Drehbuch
Lakelands ist der Debütfilm der Produzenten Robert Higgins und Patrick McGivney, die sowohl Regie führten als auch das Drehbuch schrieben. McGivney und Higgins sind mit dem Gaelic Football und der GAA sehr vertraut. Bei der Premiere des Films erklärte McGivney: „Wir sind alle zusammen mit gälischem Fußball aufgewachsen und es ist definitiv eine Welt, die wir ziemlich gut kennen“. Die Mannschaftssportart weist Elemente von Rugby und Fußball auf und ähnelt anderen keltischen Spielen und Australian Football. Gaelic Football wird hauptsächlich in Irland ausgeübt, wo er neben Hurling eine der populärsten einheimischen Sportarten ist.
In einem Q&A im Rahmen der Premiere des Films erklärte McGivney, er und Higgins hätten Gaelic Football als einen fruchtbaren Boden für ein Drehbuch erachtet. Auch Stephen Burke gibt ihnen in seiner Kritik zum Film Recht. Es habe im irischen Kino einen völligen Mangel an Filmen gegeben, die sich mit diesem Sport beschäftigen. Bislang habe man Gaelic Football ausgespart, möglicherweise aus Angst, dabei etwas falsch zu machen.

### Besetzung, Dreharbeiten und Filmmusik

Granard im County Longford, der Handlungs- und Drehort des Films

Éanna Hardwicke, bekannt aus den Fernsehserien Normal People und Smother, spielt in der Hauptrolle Cian Reilly. Lorcan Cranitch spielt seinen Vater und Danielle Galligan, bekannt aus Game of Thrones und Shadow and Bone, seine ehemalige Schulfreundin Grace, die für einen längeren Besuch wieder in der Gegend ist. Gary Lydon, der zuletzt in The Banshees of Inisherin zu sehen war, spielt Cians Trainer und Dafhyd Flynn seinen besten Freund.
Die Dreharbeiten fanden im irischen Granard im County Longford statt und wurden Ende November 2021 beendet. Als Kameramann fungierte Simon Crowe.
Die Filmmusik komponierte der irische Geiger Daithí.

### Marketing und Veröffentlichung
Die Rechte am Film sicherte sich Wildcard Distribution. Lakelands feierte am 9. Juli 2022 beim Galway Film Fleadh seine Premiere. Ein Jahr zuvor waren Robert Higgins und Patrick McGivney dort für Lakelands mit dem Best Marketplace Project Award ausgezeichnet worden. Im Februar 2023 wurde der Film beim Santa Barbara International Film Festival gezeigt. Anfang März 2023 wurde er beim Glasgow Film Festival gezeigt. Ebenfalls im März 2023 erfolgten Vorstellungen beim Manchester Film Festival.

## Rezeption

### Kritiken
Von den bei Rotten Tomatoes aufgeführten Kritiken sind alle positiv bei einer durchschnittlichen Bewertung mit 7,3 von 10 möglichen Punkten.
Stephen Burke schreibt in seiner Kritik bei filmireland.net, Éanna Hardwicke, der in der Rolle von Cian in nahezu jeder Szene des Films zu sehen ist, liefere eine charismatische und selbstbewusste Darbietung ab. Danielle Galligan sei ebenfalls hervorragend in der Rolle seiner alten Freundin und Flamme, die Grace als eine warmherzige und intelligente Frau spiele. Auch wenn das Drehbuch als Ganzes nicht sonderlich originell sei, würden Robert Higgins und Patrick McGivney im Film dem Grundsatz „Show, don’t tell“ folgend viele wichtige Dinge mit wenigen Worten vermitteln, was sich ungezwungen anfühle. Auch Cians sanfte Seite zeige sich, so Burke, beispielsweise während der zärtlichen Interaktionen mit den Tieren auf der Farm. Letztendlich sei Lakelands nicht wirklich eine Geschichte über Gaelic Football, genauso wenig wie The Wrestler eine Geschichte über Wrestling war. Die Erwartungen einer ganzen Stadt würden auf Cians Schultern lasten, und seine Karriere sei nicht nur für ihn persönlich wichtig, sondern auch für die lokale Bevölkerung. Der Authentizität des Films habe es gut getan, dass McGivney und Higgins mit dem Sport selbst sehr vertraut sind.

### Auszeichnungen
Galway Film Fleadh 2022
- Auszeichnung als Bester irischer Spielfilm (Robert Higgins und Patrick McGivney)[8][3]

Glasgow Film Festival 2023
- Nominierung für den Publikumspreis[9]

Irish Film & Television Awards 2023
- Nominierung als Bester Film
- Nominierung als Bester Hauptdarsteller (Éanna Hardwicke)
- Nominierung als Beste Hauptdarstellerin (Danielle Galligan)
- Nominierung für die Beste Filmmusik (Daithí)[10]